# 로버트 F. 사이몬

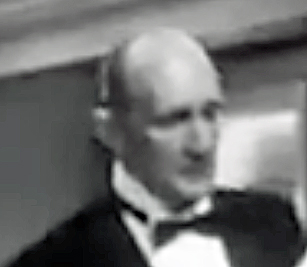

로버트 F. 사이몬(Robert F. Simon, 1908년 12월 2일 ~ 1992년 11월 29일)은 미국의 배우, 텔레비전 배우, 연극 배우, 영화배우이다.
맨스필드에서 태어났다.

## 영화
- 스파이더맨 3 (1979년)
- 스파이더맨 - 78년 시리즈 (1978년)
- 스파이더맨 2 (1978년)
- 테일 거너 조 (1977년)
- 형사 Q (1976년)
- 윈터 킬 (1974년)
- 매쉬 - 시리즈 (1972년)
- 샌프란시스코 수사반 (1972년)
- 수사관 맥클라우드 (1970년)
- 닥터 웰비 (1969년)
- 아내는 요술쟁이 (1964년)
- 뉴 카인드 오브 러브 (1963년)
- 캡틴 뉴먼, M.D. (1963년)
- 리버티 벨런스를 쏜 사나이 (1962년)
- 벤 케이시 (1961년)
- 팩츠 오브 라이프 (1960년)
- 추격 (1959년)
- 보난자 (1959년)
- 오퍼레이션 페티코트 (1959년)
- 강박충동 (1959년)
- 서부의 파라딘 (1957년)
- 페리 메이슨 (1957년)
- 도시의 가장자리 (1957년)
- 실물보다 큰 (1956년)
- 더 랙 (1956년)
- 케이터드 어페어 (1956년)
- 딜론 보안관 (1955년)
- 샤이안 (1955년)
- 빌리 밋첼의 군사법원 (1955년)
- 걸 인 더 레드 벨벳 스윙 (1955년)
- 베니 굿맨 스토리 (1955년)
- 폭스파이어 (1955년)
- 디즈니랜드 (1954년)
- 클라이막스! (1954년)
- 사악한 경찰 (1954년)
- 빛나는 승리 (1951년)
- 웨어 더 사이드워크 엔드 (1950년)
- 스튜디오 원 (1948년)